# Paullinia elongata
Paullinia elongata är en kinesträdsväxtart som beskrevs av Ludwig Radlkofer. Paullinia elongata ingår i släktet Paullinia och familjen kinesträdsväxter. Inga underarter finns listade i Catalogue of Life.